# Steven Drozd
Steven Gregory Drozd, (Houston, Texas, 11 de junio de 1969) es un multiinstrumentista y compositor para The Flaming Lips. Es el hijo del músico de polca Vernon Drozd y se crio en Houston con tres hermanos y una hermana. Junto con su trabajo con The Flaming Lips ha contribuido a varias grabaciones de otros artistas incluyendo las de Sparklehorse, Elliot Smith, Steve Burns y Jay Farrar.
Se unió a The Flaming Lips en 1991 como baterista pero casi enseguida empezó a contribuir otros instrumentos a los álbumes; tal como el piano y el lap steel. En 1996 el guitarrista Ronald Jones abandonó la banda y, debido a esto, la intrincación de Drozd en el grupo aumentó; ya que Drozd comenzó a tocar casi todos los instrumentos en el estudio.